# Американо-маврикийские отношения
Американо-маврикийские отношения — двусторонние дипломатические отношения между Соединёнными Штатами Америки (США) и Маврикием.

## История
В отношениях между странами доминируют вопросы торговли и суверенитета над островом Диего-Гарсия, британским владением на котором расположена военная база США. В 1965 году Маврикий уступил Великобритании контроль над архипелагом Чагос (включая Диего-Гарсию) в обмен на 3 млн. фунтов стерлингов. Несмотря на возражения ООН насчет британского контроля над архипелагом, в 1966 году Лондон сдал в аренду остров Диего-Гарсия Соединённым Штатам на пятьдесят лет. США создали военную базу на острове, в том числе способную принять большое количество военных кораблей и аэродром для обслуживания Boeing B-52 Stratofortress. С конца 1980-х годов правительство Маврикия стало призывать Лондон и Вашингтон вернуть ему суверенитет над архипелагом Чагос, но безрезультатно.
В 1968 году США установили дипломатические отношения с Маврикием после обретения им независимости от Великобритании. В настоящее время отношения между странами дружественные: они сотрудничают по двусторонним, региональным и многосторонним вопросам. Маврикий является ведущим бенефициаром в рамках американской программы African Growth and Opportunity Act (AGOA) и союзником США в борьбе с морским пиратством в Индийском океане.

## Торговля
Экспорт товаров из Маврикия в США (в основном текстиля) вырос с 28 млн долларов США в 1982 году до 120 млн долларов США в 1987 году. Однако квоты США ограничили объем экспорта из Маврикия. Экспорт товаров из США на Маврикий увеличился с 11 млн долларов США в 1986 году до 48 млн долларов США в 1991 году. В период с 1982 по 1987 год Соединённые Штаты предоставили Маврикию 56,2 млн долларов США в качестве помощи для развития.
Маврикий имеет право на льготную торговлю с США в рамках AGOA. Экспорт США на Маврикий: сельскохозяйственная и промышленная техника, драгоценные камни и драгоценности, а также оптические и медицинские инструменты. Импорт США из Маврикия: текстиль и одежда, драгоценные камни и драгоценности, обработанная рыба, приматы, солнцезащитные очки и сахар. На Маврикии представлено более 200 компаний США. Около 25 из них имеют офисы на Маврикии, обслуживающие внутренний и / или региональный рынок, главным образом в области информационных технологий, возобновляемых источников энергии, текстильной промышленности, фаст-фуда и курьерских секторов.